# Miguel Ximénez (pintor)

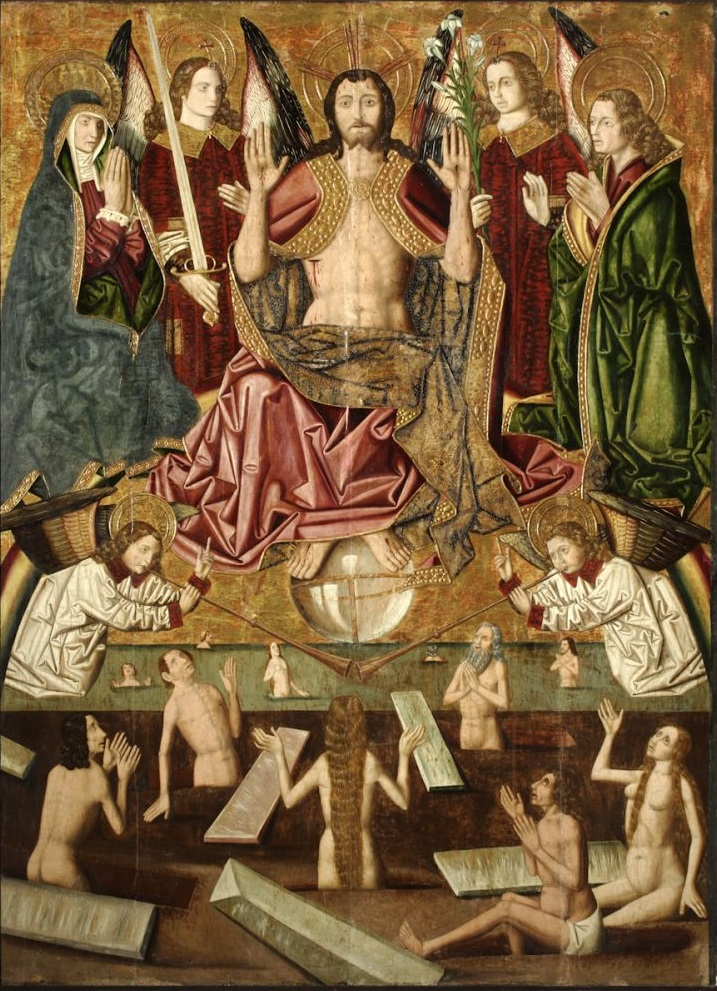
Juicio Final, óleo sobre tabla (191 x 140 cm), Museo de Zaragoza, tabla central del retablo de la Santa Cruz de Blesa (Teruel).

Miguel Ximénez fue un pintor gótico de estilo hispano flamenco, natural de Pareja (Guadalajara), pero activo en el Reino de Aragón donde se le documenta entre 1462 y 1505. Establecido en Zaragoza trabajó frecuentemente en colaboración con otros artistas como Martín Bernat, con quien estuvo asociado entre 1482 y 1487.

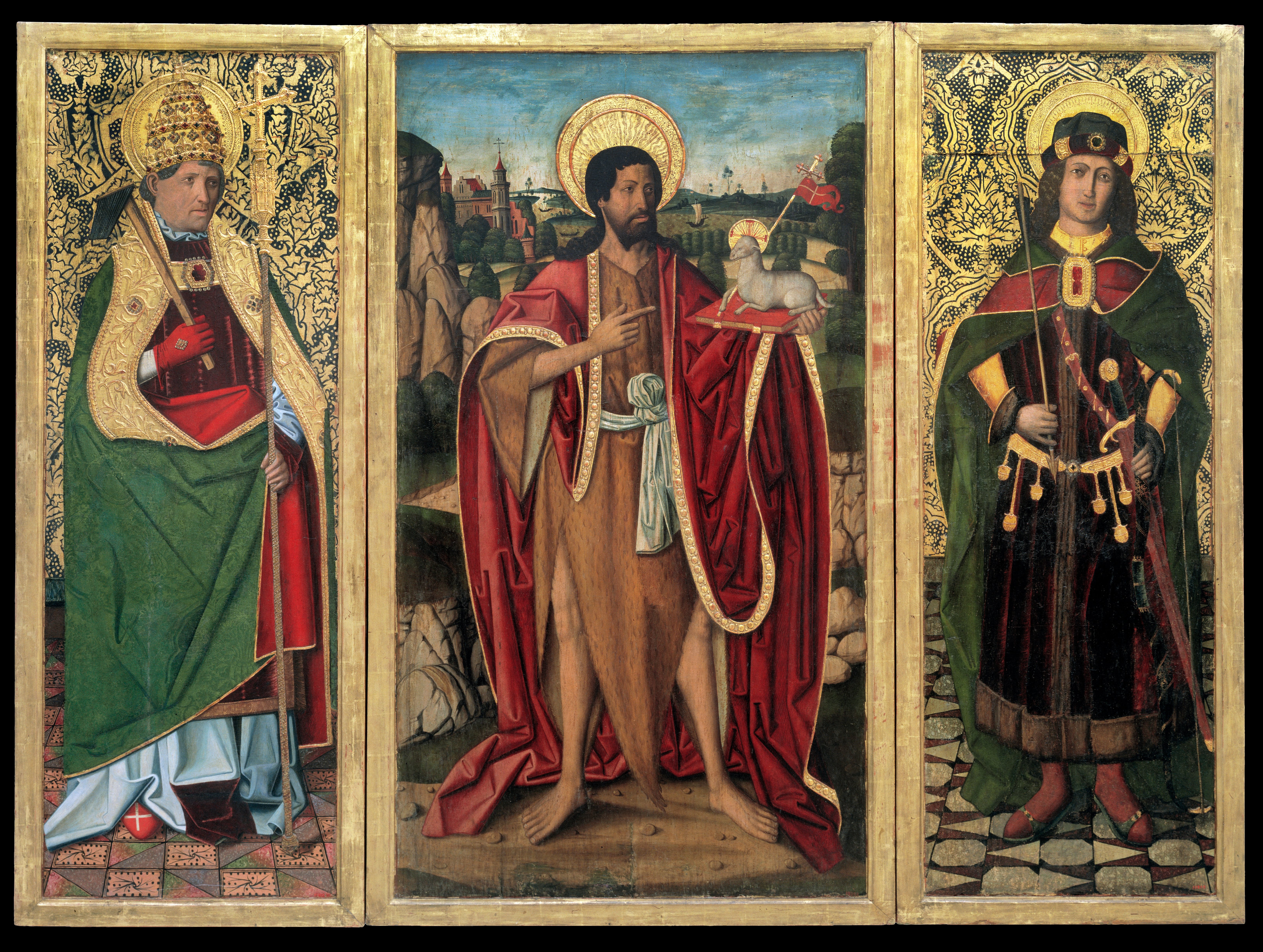
San Juan Bautista, San Fabián y San Sebastián, 1494.

En su obra se advierten influencias de Bartolomé Bermejo, aunque interpretadas de un modo lineal, tendiendo a fórmulas esquemáticas en los rostros y el plegado de los paños. Fue nombrado pintor del rey Fernando el Católico el 11 de mayo de 1484.

## Obras
- Retablo de la Piedad, San Miguel Arcángel y Santa Catalina de Alejandría (1475-1485), con destino a la iglesia de Santa María de Ejea de los Caballeros (Zaragoza). Desmembrado a comienzos del siglo XX, el Museo del Prado guarda la predela, donde se encuentra la firma del artista y las tablas laterales dedicadas a los santos titulares.[1]
- Retablo de la Santa Cruz (1481-1487) para la parroquial de Blesa (Teruel), en colaboración con Martín Bernat, Museo de Zaragoza.
- Retablo de San Juan Bautista, San Fabián y San Sebastián (1494) pintado para el monasterio de Sigena, actualmente en el Museo Nacional de Arte de Cataluña.
- Retablo de San Martín de Tours, San Juan Evangelista y Santa Catalina de Alejandría, Museo de Zaragoza.
- Retablo de Tamarite de Litera (1500-1503). Desaparecido durante la Guerra Civil. Solo se conserva la tabla de San Miguel en el Museo de Arte de Filadelfia, seguramente pintada por su hijo Juan.[2]